# Max Berg

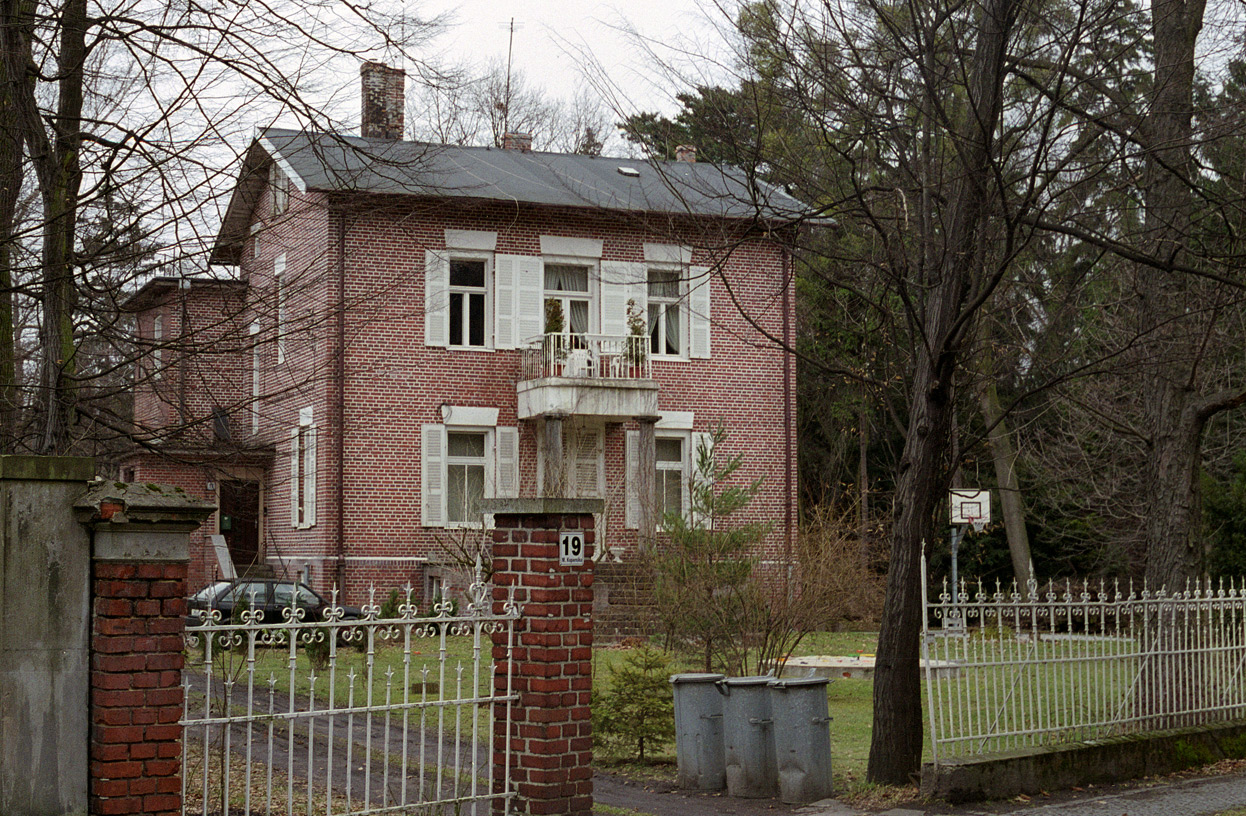
1911
Dom własny Maksa Berga przy ul. Kopernika 19 we Wrocławiu

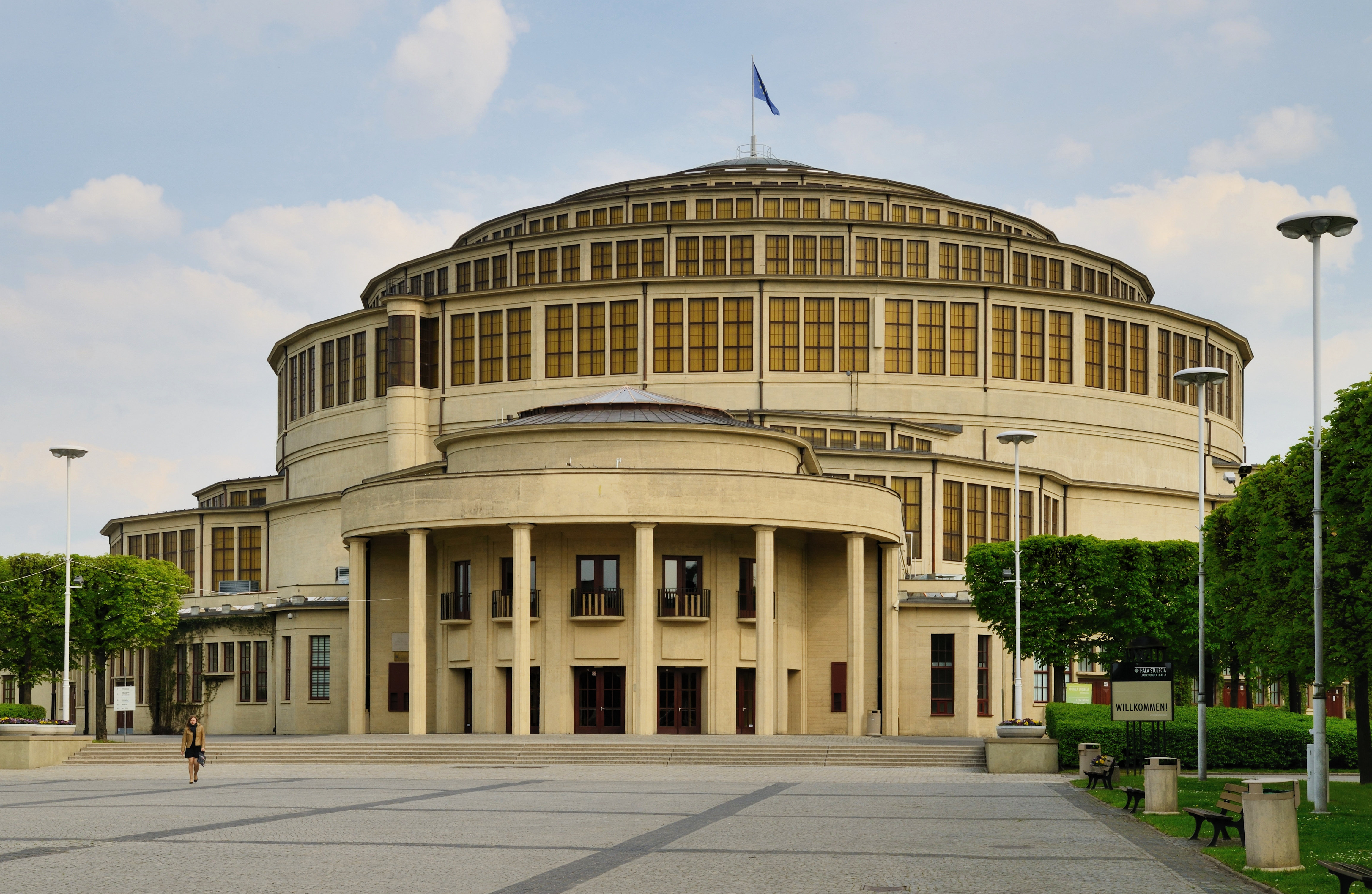
1913
Hala Stulecia we Wrocławiu (dawniej Hala Ludowa)

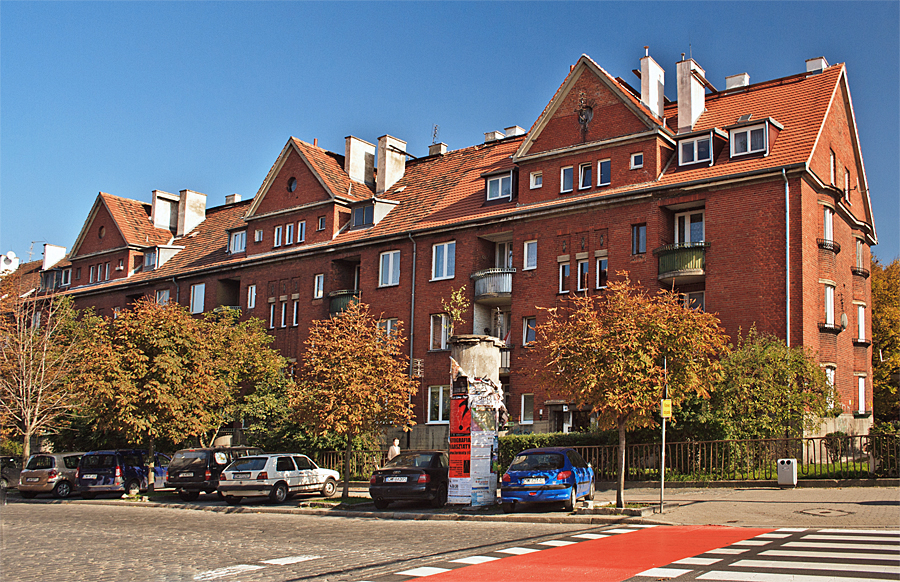
1918
Budynek fundacji Gotthelfa przy al. Pracy 36-40 we Wrocławiu

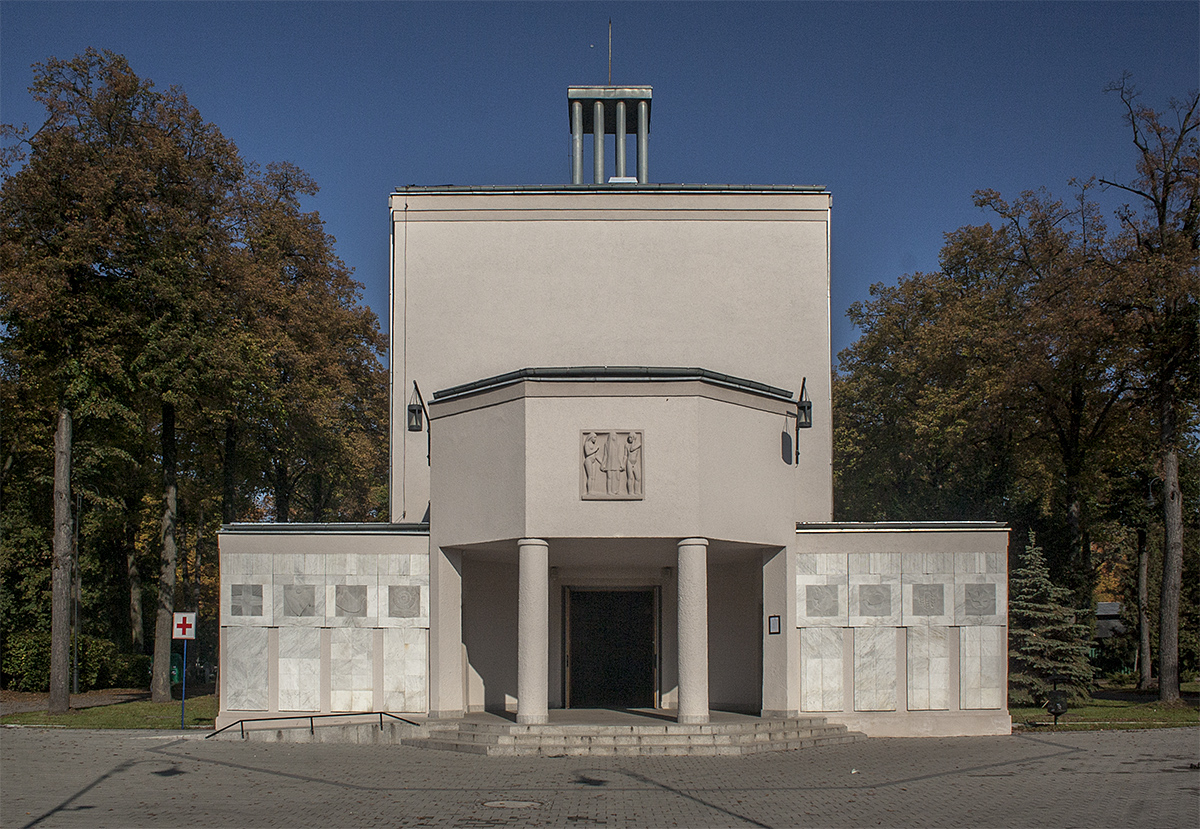
1921
Kaplica na Cmentarzu Osobowickim we Wrocławiu

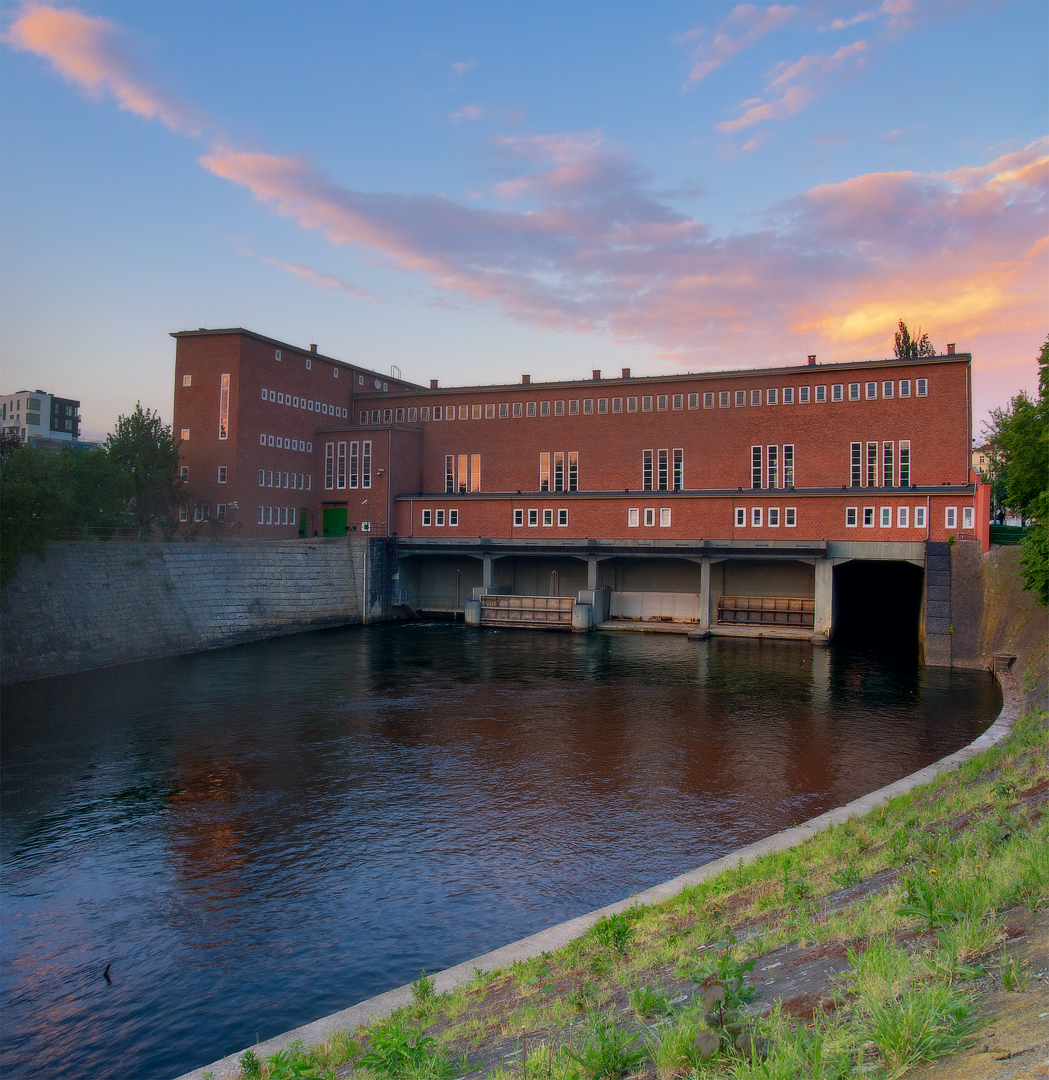
1924
Elektrownia wodna południowa we Wrocławiu

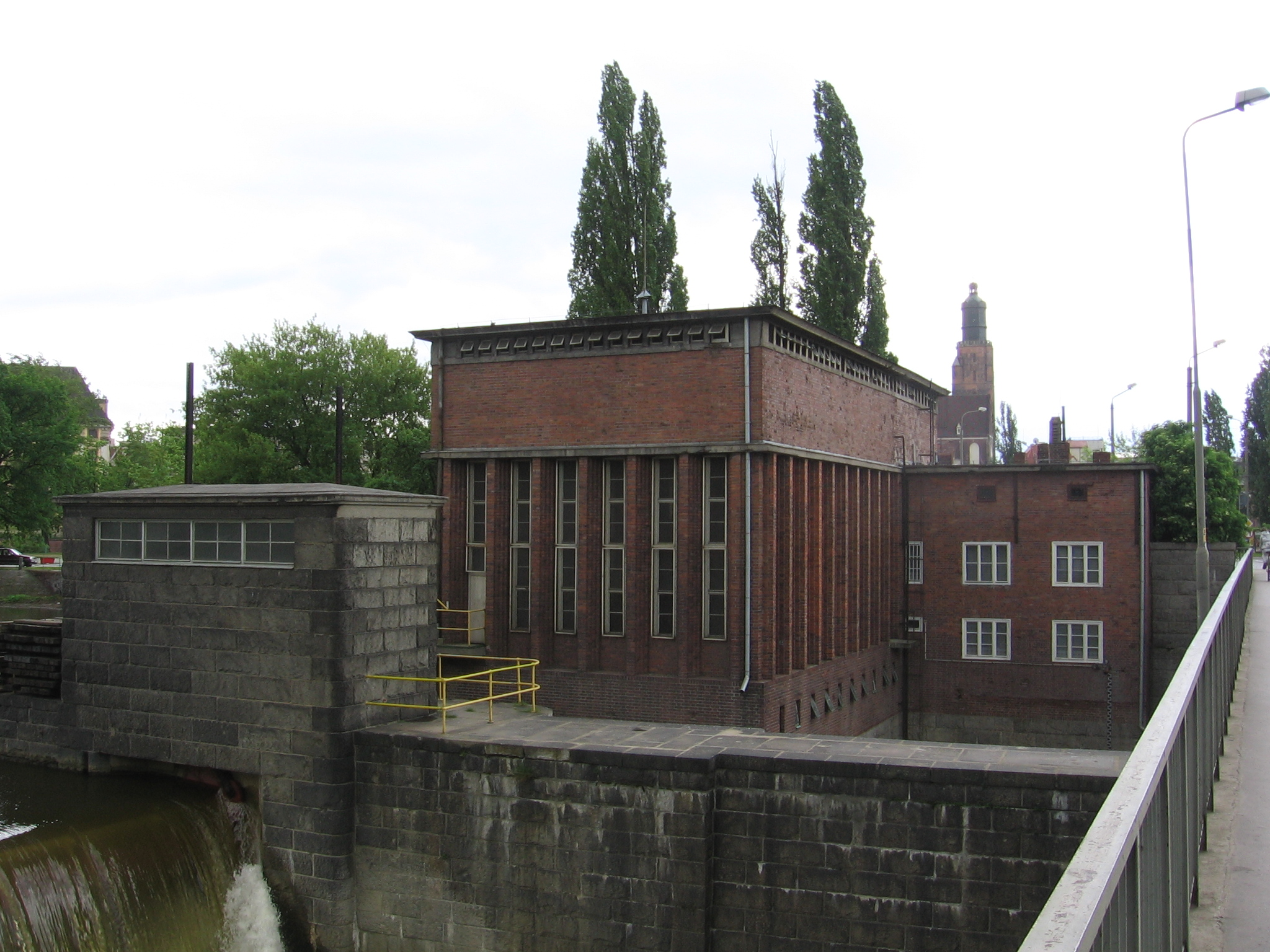
1925
Elektrownia wodna północna we Wrocławiu

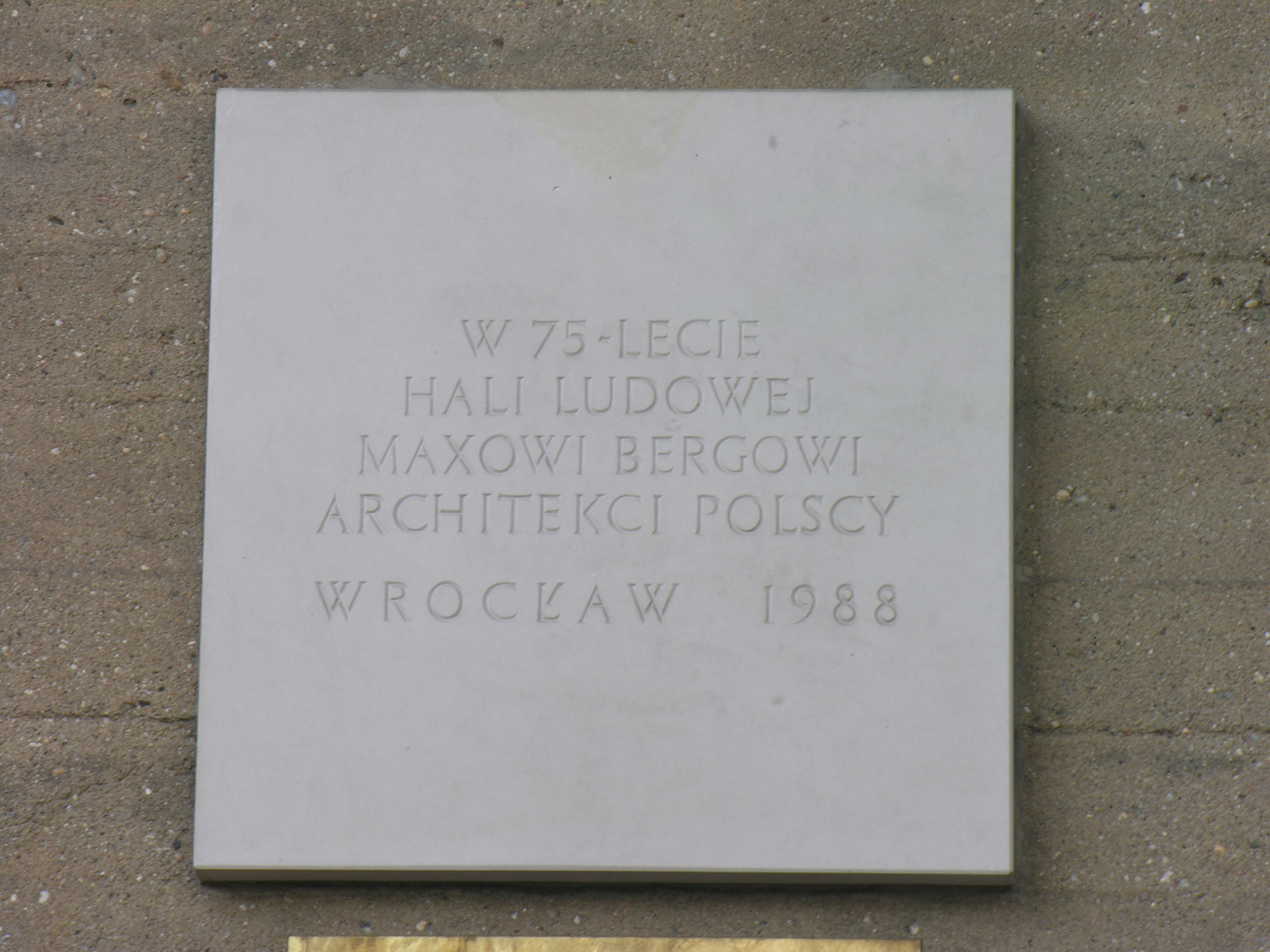
Tablica pamiątkowa

Max Paul Eduard Berg (ur. 17 kwietnia 1870 w Szczecinie, zm. 22 stycznia 1947 w Baden-Baden) – niemiecki architekt, urbanista i polityk komunalny (SPD), miejski radca budowlany (architekt miejski) we Wrocławiu w latach 1909–1924. Berg znany jest przede wszystkim jako architekt Hali Stulecia, zwanej później Halą Ludową oraz współautor radykalnej koncepcji urbanistycznej miasta (1919–1920).

## Życiorys

### Młodość i początek kariery
Max Berg był synem nauczyciela gimnazjalnego Nicolausa Eduarda Heinricha Berga oraz jego żony Emilie Luise Theresis Berg z domu Radeloff. Po ukończeniu szczecińskiego gimnazjum studiował w latach 1889–1893 na Królewskiej Wyższej Szkole Technicznej w Charlottenburgu, m.in. u znawcy neogotyku Carla Schäfera. W latach 1893–1895 odbył służbę wojskową w rodzinnym Szczecinie. W 1898 zdał egzaminy na budowniczego rządowego; z tego okresu zachowały się projekty neogotyckiego kościoła ewangelickiego (1895) oraz przystanku tramwajowego na Nollendorfplatz w Schönebergu, który Berg zgłosił w październiku 1898 na konkurs miesięczny. W 1899 pracował w Szczecinie w miejskiej administracji budowlanej, a następnie jako inspektor budowlany we Frankfurcie nad Menem. Zapoznał się z ideami Camillo Sittego, a w 1908 odbył podróż studialną do Anglii.

### Miejski radca budowlany we Wrocławiu
17 grudnia 1908 Max Berg został wybrany przez wrocławską radę miejską na następcę Richarda Plüddemanna na urzędzie miejskiego radcy budowlanego, który pełnić miał początkowo przez dwunastoletnią kadencję. Urząd swój objął 1 kwietnia 1909. W tym czasie (1909–1910) wziął też udział w konkursie urbanistycznym przebudowy Berlina.
We Wrocławiu zamieszkał w willi przy dzisiejszej ul. Kopernika 19, na wrocławskim osiedlu Dąbie i mieszkał tu do 1923, tj. niemal do końca swojego pobytu we Wrocławiu. Budynek ten w 1876 roku zbudowano dla doktora Paula Liona, zaprojektował go Max Jitschin. Max Berg kupił ten dom w roku 1910 i przebudował, stylizując go na wzór angielski. Willa zachowała się do czasów współczesnych: 24 stycznia 2014 roku prezydent Wrocławia odsłonił pamiątkową tablicę, którą z inicjatywy mieszkańców powieszono na ogrodzeniu otaczającej dom posesji.
Krótko po I wojnie światowej Socjaldemokratyczna Partia Niemiec wystawiła w wyborach do Reichstagu kandydaturę Berga, nie zdobył on jednak mandatu. W kontekście dyskusji na temat wieżowców, która w tym czasie wywiązała się w Niemczech, 7 stycznia 1920 radca przedłożył radzie miejskiej projekt wieżowca biurowego dla administracji miejskiej w miejscu dawnej gazowni na Lessingsplatz (ob. pl. Powstańców Warszawy). W lipcu tegoż roku ten oraz trzy dalsze projekty opublikował. W tym samym czasie zasięgnął opinii rządu Prowincji Śląskiej na temat swoich projektów (pismo z 12 lipca 1920) oraz monitował do pruskich władz centralnych o stworzenie przepisów urbanistycznych regulujących wznoszenie wieżowców. Ostatecznie jednak przyjęto w listopadzie tegoż roku uregulowanie, że zezwolenia będą wydawane drogą odstępstwa od istniejących przepisów (niem. Befreiungsbescheid für Abweichung im Einzelfall). Również odpowiedź rządu prowincji była negatywna, gdyż uznano, że wieżowce zeszpecą sylwetkę Wrocławia. W obronę wzięły Berga różne organizacje artystyczne (w tym Deutscher Werkbund), a także Gerhart Hauptmann, z którym architekt przyjaźnił się od roku 1913. Do realizacji projektów Berga nie doszło, gdyż – pomijając inne względy – były z przyczyn finansowych w tym czasie całkowicie nierealne.
W 1921 powierzono Bergowi sprawowanie urzędu miejskiego radcy budowlanego przez kolejne 12 lat. W tym czasie brał udział w organizacji konkursu urbanistycznego na rozwój miasta. Zasiadł także w sądzie konkursowym, m.in. wraz z Brunonem Möhringiem. Jako że ostatecznie wybrane projekty były sprzeczne z poglądami Berga, nie podpisał się pod napisanym przez jurorów sprawozdaniem, co zostało przez prasę uznane za zachowanie skandaliczne i skrytykowane przez radnych, głównie socjaldemokratów – kolegów partyjnych Berga. Na skutek konfliktu z radą miejską architekt zrezygnował z członkostwa w SPD, zaś 30 stycznia 1925 zgodził się na opuszczenie urzędu radcy; jako nieusuwalnemu urzędnikowi do 1933 wypłacano mu pełną pensję. Następnie przeszedł na emeryturę.

### Schyłek życia
Po odejściu ze stanowiska poświęcił się głównie publicystyce oraz mistyce chrześcijańskiej i teozofii. Mimo skandalicznych okoliczności odejścia z urzędu Berg zachował swój autorytet i w 1929 był jednym z sędziów konkursu na miejską kasę oszczędności w Rynku; w 1930 zorganizowano jego pierwszą monograficzną wystawę twórczości.
Po wyjeździe z Wrocławia Berg osiedlił się w Berlinie, a w czasie II wojny światowej przeniósł się do Baden-Baden. Pod koniec wojny wystosował wraz z Martinem Mächlerem apel do Martina Bormanna o ocalenie zabytków Rzymu.
Berg był żonaty z Edelgarde z domu Gerlach i miał syna Michaela (ur. 1922 w Szklarskiej Porębie).

## Twórczość

### Charakterystyka twórczości i poglądów
Max Berg był zafascynowany gotykiem, pozostawał pod wpływem ekspresjonizmu, unikał jednak skrajnych kontrastów mas, tworząc budowle optycznie lekkie. Późne dzieła Berga stanowią przykłady klasycznego modernizmu.
Jako urbanista proponował klarowne i typowe dla idei modernistycznych (zawartych później w Karcie Ateńskiej) strefowanie funkcji w przestrzeni miasta. Z jednej strony podziwiał wielkie miasta amerykańskie z ich wieżowcami, z drugiej strony potępiał ich chaotyczny i dyktowany jedynie spekulacją ekonomiczną rozwój. Jako kompromis między poziomym miastem europejskim i pionowym miastem amerykańskim proponował na przykładzie Wrocławia budowę wieżowców w kluczowych punktach miasta, jako przemyślanych akcentów rozmieszczonych planowo w jego przestrzeni. Wieżowce proponował w sąsiedztwie dużych placów, nad wodą lub przy terenach przemysłowych, tak aby nie zacieniały zabudowy mieszkaniowej. W przeniesieniu administracji do wieżowców widział szansę na rozprężenie sytuacji na rynku mieszkaniowym.

### Wybrane realizacje we Frankfurcie nad Menem
- 1901–1902 – Szkoła im. Bonifacego (Bonifatiusschule) przy Moltkeallee 43 (obecnie Hamburger Allee) we Frankfurcie-Bockenheimie, zachowana ze zmianami
- 1902–1906 – Szkoła Ludowa (ob. podstawowa) Mühlbergschule przy Lettigkautweg 8 we Frankfurcie-Sachsenhausen, zachowana

### Wybrane realizacje we Wrocławiu
- 1910–1911 – dom własny architekta przy ulicy Mikołaja Kopernika (przebudowa starszej willi)
- 1911 – Miejski Szpital Dziecięcy ul. Hoene-Wrońskiego
- 1911–1913 – wczesnomodernistyczna Jahrhunderthalle (w latach 1945–2006 Hala Ludowa, obecnie Hala Stulecia) we Wrocławiu – pierwsza konstrukcja żelbetowa o tej skali (we współpracy z inżynierem Güntherem Trauerem i profesorem Heinrichem Müllerem)
- 1912 – łaźnia przy ul. Marii Skłodowskiej-Curie (obecnie na parterze pizzeria, na górnych piętrach biura)
- elewacja budynku Liceum Ogólnokształcącego nr IV przy ul. S. Świstackiego
- 1920–1921 – Kaplica na Cmentarzu Osobowickim
- 1924–1925 – pawilony i hale ekspozycyjne targów, m.in. wielka hala przy ul. Wystawowej na planie prostokąta z dachem wspartym na drewnianych wiązarach parabolicznych, zniszczona w czasie II wojny światowej
- elektrownie wodne na Odrze koło mostu Pomorskiego Południowego i Północnego: Elektrownia Wodna Wrocław I i Elektrownia Wodna Wrocław II

### Niezrealizowane projekty
- 1910 – projekt konkursowy Wielkiego Berlina
- 1914–1916 – projekt krematorium na cmentarzu Grabiszyńskim we Wrocławiu (z Oskarem Kokoschką)
- 1919–1920 – koncepcje sanacji centrum miasta Wrocławia (z Richardem Konwiarzem i Ludwigiem Moshamerem)
- projekty wieżowców we Wrocławiu:
  - w bloku śródrynkowym (obok Ratusza, w miejscu Nowego Ratusza, ul. Sukiennice i sąsiednich)
  - na obecnym pl. Powstańców Warszawy, w miejscu urzędu wojewódzkiego
  - przy ul. Tęczowej u zbiegu z Prostą
  - przy ul. Podwale/pl. Wolności
- 1928 – projekt przebudowy centrum Zabrza, docelowo jako nowe centrum Tripolis na Górnym Śląsku[5][6]